# Mecha Ortiz
María Mercedes Varela, más conocida como Mecha Ortiz (Buenos Aires, 24 de septiembre de 1900-Buenos Aires, 20 de octubre de 1987) fue una actriz de cine, actriz de teatro y cantante argentina. Fue una de las figuras más relevantes de la Época de Oro del cine argentino. Fue consagrada en las décadas de 1940 y 1950. E incluso fue considerada la «Greta Garbo argentina», por su carácter a la hora de actuar.

## Carrera
Inició su carrera junto al director de teatro Enrique de Rosas (1888-1948) y luego trabajó con el actor Florencio Parravicini (1876-1941). Debutó en el teatro en 1929. Tuvo su consagración teatral en la temporada de 1938 con Mujeres, de Claire Booth, en el Teatro Smart.
En 1936 filma su primera película en el rol de la Rubia Mireya, junto a Florencio Parravicini, Irma Córdoba y Santiago Arrieta, en el clásico Los muchachos de antes no usaban gomina, dirigida por Manuel Romero. Años después Mecha Ortiz reencarnó este personaje en el filme La Rubia Mireya (1948) con Fernando Lamas también dirigido por Manuel Romero.
En 1938 protagonizó Mujeres que trabajan (junto a Niní Marshall y Tito Lusiardo), Con las alas rotas (dirigida por Orestes Caviglia) y Maestro Levita (con Pepe Arias).
Participó en 35 películas, destacándose en Margarita, Armando y su padre con Florencio Parravicini y Joven, viuda y estanciera.
En 1943, la empresa cinematográfica Lumitón produjo, con dirección de Carlos Hugo Christensen, Safo, historia de una pasión adaptada de Alphonse Daudet con Roberto Escalada, con quien filmó El canto del cisne, del mismo director, por las que obtuvo el premio Cóndor de Plata a la mejor actriz.
Protagonizó filmes como Una mujer sin importancia con Santiago Gómez Cou,
El precio de una vida (versión libre de Fedora, de Victorién Sardou),
Camino del infierno de Luis Saslavsky con Pedro López Lagar, Amelia Bence y Elsa O'Connor,
Las tres ratas junto a Amelia Bence y María Duval,
Madame Bovary,
Cartas de amor,
Pájaros de cristal,
Mi vida por la tuya con Emma Gramatica,
Deshonra de Daniel Tinayre con Fanny Navarro,
El mal amor,
La sombra de Safo,
Bendita seas y Las Furias con Elsa Daniel, Aída Luz, Alba Mujica, Olga Zubarry, además como invitada en películas como
El abuelo con Enrique Muiño,
Mi novia es un fantasma con Mirtha Legrand y
Bajo un mismo rostro de Daniel Tinayre, con Mirtha y Silvia Legrand entre otras.
En 1966 actuó en Las locas del conventillo de Fernando Ayala junto a Analía Gadé, Alberto de Mendoza y Olinda Bozán.
Su regreso a la pantalla se produjo una década después en 1976 junto a otros grandes, como Arturo García Buhr, Mario Soffici, Bárbara Mujica y Narciso Ibáñez Menta en Los muchachos de antes no usaban arsénico y en dos películas de Leopoldo Torre Nilsson como Boquitas pintadas y Piedra libre ―su última intervención cinematográfica― junto a Marilina Ross y Luisina Brando.
En el escenario teatral se destacó en obras de
Tennessee Williams,
Jean Anouilh,
Marcel Achard,
sir James Barrie,
Terence Rattigan y
Sam Benelli, y se destacó en las obras de teatro
La señora Ana luce sus medallas (título argentino de La visita de la vieja dama de Friedrich Dürrenmatt),
Un tranvía llamado Deseo (1952), una versión de Raymond Rouleau de Anna Karenina,
La cama,
La esposa constante,
Así es la vida,
El caballo desmayado de Françoise Sagan con el joven Miguel Ángel Solá y en una actuación especial en El proceso de Mary Duggan dirigida por Tinayre junto a viejas glorias del cine argentino. En la década de 1970 fue convocada por Eduardo Bergara Leumann para Setenta pecados siete y parodiándose a sí misma en 100 jóvenes años junto a Jorge Luz, Tania y Gloria Montes.
También incursionó en la televisión desde fines de la década de 1950 en ciclos como: Estrellita, esa pobre campesina,
¡La señora Ana luce sus medallas! (especial para televisión),
Rolando Rivas, taxista,
Invitación a Jamaica,
Aventura 77,
Navidad en el año 2000 y recordándosela en El organito de los hermanos Discépolo.
Publicó sus memorias con el título de Mecha Ortiz por Mecha Ortiz.
Falleció en Buenos Aires el 20 de octubre de 1987, a los 87 años, de una hemiplejía.
Estuvo casada con Julián Ortiz, un productor agropecuario argentino con quien tuvo un hijo, Julián que fue traductor y guionista. Su hermano José fue director de teatro, y su hermana, Amanda Varela también fue actriz.
Fue pariente del presidente argentino Roberto M. Ortiz.

## Filmografía

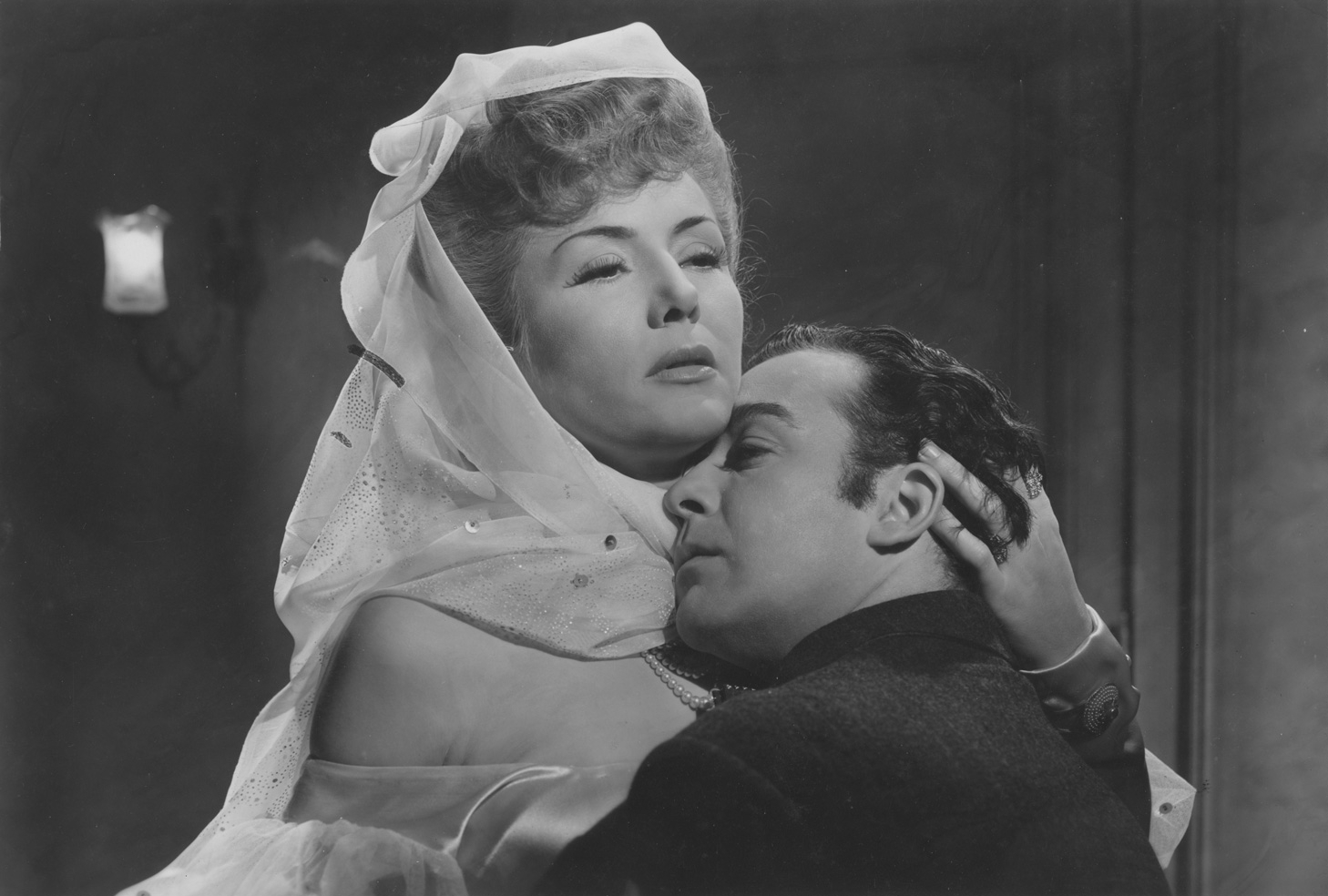
Mecha Ortiz y Roberto Escalada en Safo, historia de una pasión (1943).

- 1936: Los muchachos de antes no usaban gomina
- 1937: Melgarejo
- 1938: Maestro Levita
- 1938: Con las alas rotas
- 1938: Mujeres que trabajan
- 1939: Margarita, Armando y su padre
- 1941: Joven, viuda y estanciera
- 1941: Último refugio
- 1942: Vidas marcadas
- 1942: El gran secreto
- 1943: Safo, historia de una pasión
- 1944: Mi novia es un fantasma
- 1945: Una mujer sin importancia

- 1945: El canto del cisne
- 1946: Camino del infierno
- 1946: Las tres ratas
- 1947: Madame Bovary
- 1947: Vacaciones
- 1947: El precio de una vida
- 1948: La Rubia Mireya
- 1948: María de los Ángeles
- 1951: Cartas de amor
- 1951: Mi vida por la tuya
- 1952: Deshonra
- 1954: El Abuelo
- 1955: El mal amor
- 1955: Pájaros de cristal
- 1956: Bendita seas
- 1957: La sombra de Safo
- 1960: Las furias
- 1962: Bajo un mismo rostro

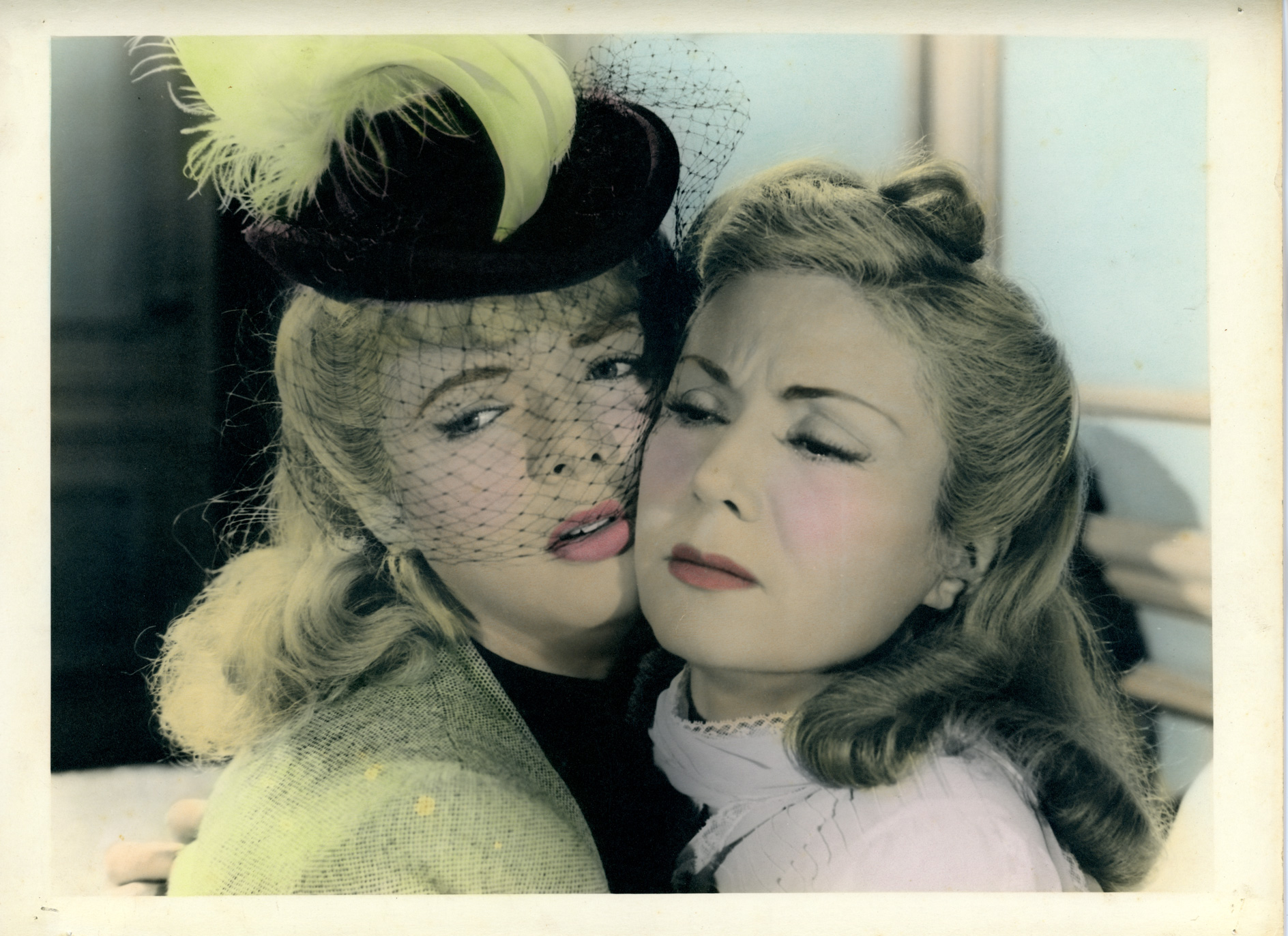
Nelly Darén y Mecha Ortiz en El canto del cisne (1945).

- 1966: Las locas del conventillo (María y la otra)
- 1974: Boquitas pintadas
- 1976: La casa de las sombras (no estrenada comercialmente)
- 1976: Los muchachos de antes no usaban arsénico
- 1976: Piedra libre
- 1984: Aquel cine argentino (Treinta años sonoros) (1933-1963) (documental)

## Televisión
- 1956: Teatro del sábado.